# Liste des écoles de samba
La liste des écoles de samba énumère de manière non exhaustive les écoles de samba dans le monde. Elle a été établie notamment par Hiram Araujo, spécialiste du carnaval de Rio de Janeiro,  président du Congrès du Carnaval de l'Instituto do Carnaval da Universidade Estácio de Sá ; et fondateur du LIESA Carnival Memory Center.

## Brésil

### État de Rio de Janeiro[3]

#### Première division groupe spécial[3]
- Acadêmicos do Grande Rio (Duque de Caxias)
- Beija-Flor de Nilópolis (Nilópolis)
- Unidos do Viradouro (Niterói)
- Unidos de Vila Isabel
- Portela
- Acadêmicos do Salgueiro
- Estação Primeira de Mangueira
- Mocidade Independente de Padre Miguel
- Unidos da Tijuca
- Imperatriz Leopoldinense
- Paraíso do Tuiuti
- Império Serrano

#### Deuxième division Série Ouro[3]
- São Clemente
- Unidos do Porto da Pedra (São Gonçalo)
- União da Ilha do Governador
- Inocentes de Belford Roxo (Belford Roxo)
- Unidos de Padre Miguel
- Acadêmicos do Sossego (Niterói)
- Unidos de Bangu
- Estácio de Sá
- Império da Tijuca
- Acadêmicos de Vigário Geral
- Unidos da Ponte (São João de Meriti)
- Lins Imperial
- Em Cima da Hora
- União de Jacarepaguá
- Arranco

#### Ecoles de Samba Mirins[3]
- Ainda Existem Crianças na Vila Kennedy
- Corações Unidos do Ciep
- Império do Futuro
- Pimpolhos da Grande Rio (Duque de Caxias)
- Golfinhos do Rio de Janeiro
- Herdeiros da Vila
- Aprendizes do Salgueiro
- Filhos da Águia
- Infantes do Lins
- Nova Geração do Estácio
- Mangueira do Amanhã
- Estrelinha da Mocidade
- Petizes da Penha
- Miúda da Cabuçu
- Inocentes da Caprichosos
- Mel do Futuro
- Tijuquinha do Borel

## Irlande
- Ecole samba Masamba[4]

## Allemagne[3]

### Berlin
- GRES 1 Samba-Schule-Berlin Amasonia
- GRES Sapucaiu
- Primeira EDS de Berlim

### Hambourg
- Escola de Samba Unidos de Hambourg

### Munich
- Escola de Samba de Munique

## Argentine[3]

### Buenos Aires
- GRBC Sambaires

### Paso de los Libres
- Escola de Samba Comparsa Zum Zum
- Escola de Samba Carumbe

## France[3]

### Paris
- Aquarela de Paris[5]
- Misto Quente
- Sambatuc

## Royaume-Uni[3]
Edimbourg:
- Edinburgh Samba School

Exeter:
- Street Heat Samba

Londres:
- Paraíso School of Samba
- London School of Samba (Unidos de Londres)
- Quilombo do Samba

## Japon[3],[6]
Tokyo:
- GRES Alegria
- GRES Bárbaros
- GRES Cruzeiro do Sul
- GRES Liberdade
- GRES União dos Amadores
- GRCES Vermelho e Branco

Nagoya:
- Acadêmicos de Nagoya
- Unidos do Urbana

Iocoama:
- GRES Saúde[7]

## Mexique[3]
Comalcalco:
- GRECS San Isidro

Veracruz:
- Auditório
- Marea Roja
- Porto Alegre
- Sugar Machado

## Portugal[3]
Cantanhede:
- GRES Amigos da Tijuca<
- GRES Samba no Pé

Mealhada:
- Sócios da Mangueira
- GRES Batuque
- Real Imperatriz
- ES Juventude de Paquetá

Estarreja:
- Os Morenos
- Vai quem Quer
- Independentes da Vila
- Trepa Coqueiro
- SambaTribal

Figueira da Foz:
- Unidos do Mato Grosso[8],[9]
- GRES A Rainha[9]
- GRES Novo Império[8],[9]

Ovar:
- G.R.E.S. Charanguinha[10]
- ACES Costa de Prata[10]
- GRES Juventude Vareira[10]
- ARCO Kan-Kans[10]

Oliveira de Azeméis:
- ES Renascer
- ES Os Pioneiros

Albergaria-a-Velha:
- Unidos De Vila Régia

Sesimbra:
- GRES Bota[11]
- GRES Trepa no Coqueiro[11]
- ACRUTZ-ES Saltaricos do Castelo[11]
- GRES Dá Que Falar[11]
- GRES Batuque do Conde[11]
- GRES Unidos da Vila Zimbra[11]
- Corvo de Prata

Alhos Vedros:
- GRES A Velhinha

Abrigada:
- Capricho de Abrigada

Alenquer:
- Penafirme da Mata (na freguesia de Olhalvo)

## Suisse[3]
- GRES Sambrasiléa

Genève:
- Unidos de Genève

Lausanne:
- GREES Unidos de Lausanne

## Uruguay[3]
Artigas:
- Imperadores da Zona Sul
- Rampla
- Académicos
- Emperatriz Del Progresso
- Garra y Corazón

Montevideo:
- Brasilsamba
- Urusamba[12]
- Unidos do Norte